# جون شيبارد
جون شيبارد (بالإنجليزية: John Sheppard)‏ هو سياسي أسترالي، ولد في 12 يوليو 1952. حزبياً، نشط في حزب العمال الأسترالي. وقد انتخب عضو مجلس نواب تسمانيا.